# Turtles All the Way Down
Turtles All the Way Down es una película de drama romántico estadounidense basada en la novela de 2017 del mismo nombre de John Green. La película está dirigida por Hannah Marks a partir de un guion de Elizabeth Berger e Isaac Aptaker, y está protagonizada por Isabela Merced. La historia se centra en una joven de 16 años con trastorno obsesivo-compulsivo que persigue la desaparición de un multimillonario.
El proyecto comenzó a desarrollarse en Fox 2000 Pictures en diciembre de 2017, con Berger y Aptaker anunciados como guionistas y Marks listo para dirigirlo en enero de 2019. Debido a que The Walt Disney Company adquirió 21st Century Fox, la empresa matriz de Fox 2000 Pictures, Disney cerró Fox 2000 y puso el proyecto en marcha, hasta que finalmente fue adquirido por New Line Cinema. Merced, que había protagonizado otra adaptación de la obra de Green, Let It Snow (2019), fue anunciada en febrero de 2022. La fotografía principal comenzó en abril del mismo año en Cincinnati y finalizó en junio.
Turtles All the Way Down fue lanzado el 2 de mayo de 2024 en el servicio de transmisión Max.

## Premisa
"Cuando una joven de 16 años que lucha contra un trastorno obsesivo-compulsivo se reconecta con la persona que le gusta de la infancia, se enfrenta a la posibilidad de encontrar el amor y la felicidad frente a una enfermedad mental".

## Elenco
| Actor              | Personaje       |
| ------------------ | --------------- |
| Isabela Merced     | Aza Holmes      |
| Cree Cicchino      | Daisy Ramírez   |
| Félix Mallard      | Davis Pickett   |
| Judy Reyes         | Gina Holmes     |
| Maliq Johnson      | Mychal Turner   |
| J. Smith-Cameron   | profesor Abbott |
| Poorna Jagannathan | Dr. Singh       |
| Hannah Marks       | Holly           |

## Producción
Turtles All the Way Down fue adquirida por Fox 2000 Pictures tras la publicación de la novela en 2017,  con John Green y Rosianna Halse Rojas como productores ejecutivos.   Elizabeth Berger e Isaac Aptaker fueron anunciados como guionistas en mayo de 2018  y Hannah Marks fue anunciada como directora en enero de 2019.  Después de que The Walt Disney Company adquiriera y posteriormente cerrara Fox 2000 Pictures, el proyecto dio un giro hasta que finalmente fue adquirido por New Line Cinema y los derechos de distribución pasaron luego al servicio de transmisión HBO max/ max .   La película también está producida por Marty Bowen, Wyck Godfrey e Isaac Klausner de Temple Hill Entertainment, que también produjo adaptaciones cinematográficas de las novelas anteriores de Green. 
Isabela Merced, quien anteriormente había protagonizado otra adaptación de la obra de Green, Let It Snow (2019), fue anunciada en febrero de 2022  y Judy Reyes, Cree Cicchino, Felix Mallard, J. Smith-Cameron, Poorna Jagannathan y Maliq. Johnson fue anunciado como parte del elenco los meses siguientes.   La fotografía principal comenzó en Cincinnati, Ohio, el 26 de abril de 2022   y finalizó en junio. 
En enero de 2024, se anunció que la película tendría un "primer vistazo" en el SCAD TVfest de Savannah College of Art and Design en Atlanta en febrero.   La película se estrenará más tarde ese año. 

## Lanzamiento
Turtles All the Way Down se estrenó en Max el 2 de mayo de 2024. 